# Papiro 11
O Papiro 11 ({\displaystyle {\mathfrak {P}}}11) é um antigo papiro do Novo Testamento que contém fragmentos dos primeiros sete capítulos da Primeira Epístola aos Coríntios.